# Dialeto castelhano setentrional
Entende-se por dialeto castelhano setentrional o conjunto de dialetos do castelhano usados parte norte da Espanha que vai desde a Cantábria e da Biscaia a norte até à província de Cuenca a sul. Em Madrid, na Mancha e outras áreas tradicionalmente consideradas de dialeto meridional [es], há traços meridionais, principalmente aspiração de do /s/ em posição implosiva.